# Музей естественной истории с Дэвидом Аттенборо
«Музей естественной истории с Дэвидом Аттенборо» (англ. David Attenborough's Natural History Museum Alive) — британский документальный фильм, снятый  режиссёром Дэниэлом М. Смитом. Его премьера состоялась 1 января 2014 года. Фильм был отмечен BAFTA TV Award в одной из специальных номинаций. По мотивам документальной ленты была выпущена книга с тем же названием.

## Сюжет
Сэр Дэвид Аттенборо  проводит эксклюзивную ночную экскурсию по Лондонскому музею естествознания. Лишь ночью музей по-настоящему оживает. Гигантские рептилии резвятся в его огромных залах, фауна Ледникового периода вновь расцветает пышным цветом, вымершие животные снова обретают плоть и кровь. Все они были с особой тщательностью воссозданы при помощи CGI-графики.